# Aïn El Hadjel
Aïn El Hadjel est une commune de la wilaya de M'Sila, en Algérie. D'après le recensement de 2008, sa population est de 33 046 habitants.

## Administration

### Gestion locale
Fin 2019, le maire de la commune est placé sous contrôle judiciaire sur la base d'accusations d'« abus de pouvoir et dilapidation de deniers publics ».

## Personnalités
- Amer Belakhdar (1980-), footballeur né à Aïn El Hadjel.